# وزير أول بسنغافورة
الوزير الأول، بسنغافورة (بالإنجليزية: Chief Secretary, Singapore)، ويُعرف باسم وزير المستعمرات بسنغافورة منذ عام 1946 وحتى 1955، هو واحد من أرفع المناصب الحكومية المدنية في مستعمرة سنغافورة. وقد تطور هذا المنصب من سابقه، وزير المستعمرات، مستوطنات سترايتس، ولم يكن هناك منصب يسبقه سوى حاكم سنغافورة، والمعروف سابقًا باسم حاكم مستوطنات سترايتس.
وتم إنشاء منصب وزير المستعمرات (CS) في الأصل من أجل مستوطنات سترايتس (SS) عام 1867، وذلك بهدف استبدال المستشار المقيم لسنغافورة، عندما أصبحت مستوطنات سترايتس، والتي تتألف بشكل أساسي من سنغافورة وبينانج وملاكا، مستعمرة التاج. وأثناء الحرب العالمية الثانية، كان المنصب شاغرًا ومعلقًا في أعقاب سقوط شبه جزيرة ملايو في أيدي الغزاة اليابانيين. وبعد الحرب، وفي عام 1946، انفصلت سنغافورة عن بينانج وملاكا، وأعلنت نفسها مستعمرة للتاج، لذلك تم حصر اختصاص وزير المستعمرات على سنغافورة فقط. بعد ذلك، تغير الاسم «وزير المستعمرات» فيما بعد إلى «الوزير الأول» في عام 1955، وذلك عندما اعتمدت مستعمرة التاج دستور رندل. وبعد استمرار المنصب لمدة 92 عامًا، ألغي أخيرًا عام 1959 مع إدخال الحكم الذاتي الداخلي لسنغافورة.
وبصفته رئيسًا لمكتب وزير المستعمرات، كان وزير المستعمرات عضوًا بحكم منصبه في كل من المجلس التنفيذي والتشريعي، وفي نفس الوقت رئيس أمانة المستعمرات منذ عام 1867 حتى 1955. وعندما اعتمدت سنغافورة دستورها الجديد عام 1955، وعلى الرغم من إلغاء أمانة المستعمرات، ظل وزير المستعمرات بحكم منصبه عضوًا في مجلس الوزراء والمجلس التشريعي. وكان مقر عمل وزير المستعمرات يقع في مبنى قصر إمبريس، بينما كان سري تيماسك، الذي كان بجوار دار الحكومة (إستانا)، المقر الرسمي لوزير المستعمرات.

## وصلات خارجية
- Straits Settlements in 1901